# Smolnik, Ruše
Smolnik este o localitate din comuna Ruše, Slovenia, cu o populație de 345 de locuitori.